# Кальгар
Кальгар (перс. قالهر) — село в Ірані, у дегестані Гастіджан, у Центральному бахші, шахрестані Деліджан остану Марказі. За даними перепису 2006 року, його населення становило 894 особи, що проживали у складі 290 сімей.

## Клімат
Середня річна температура становить 8,98 °C, середня максимальна – 26,35 °C, а середня мінімальна – -10,94 °C. Середня річна кількість опадів – 185 мм.
| Клімат поселення                              | Клімат поселення | Клімат поселення | Клімат поселення | Клімат поселення | Клімат поселення | Клімат поселення | Клімат поселення | Клімат поселення | Клімат поселення | Клімат поселення | Клімат поселення | Клімат поселення | Клімат поселення |
| Показник                                      | Січ.             | Лют.             | Бер.             | Квіт.            | Трав.            | Черв.            | Лип.             | Серп.            | Вер.             | Жовт.            | Лист.            | Груд.            |                  |
| Середній максимум, °C                         | 4,04             | 5,26             | 8,29             | 14,86            | 20,28            | 25,28            | 26,35            | 25,90            | 21,92            | 16,16            | 10,18            | 5,03             |                  |
| Середня температура, °C                       | −3,46            | −2,21            | 0,80             | 7,38             | 12,79            | 17,79            | 21,22            | 20,77            | 16,78            | 11,02            | 5,04             | −0,11            |                  |
| Середній мінімум, °C                          | −10,94           | −9,69            | −6,68            | −0,1             | 5,31             | 10,31            | 16,06            | 15,62            | 11,64            | 5,87             | −0,11            | −5,24            |                  |
| Норма опадів, мм                              | 26               | 29               | 38               | 27               | 20               | 3                | 3                | 1                | 0                | 6                | 13               | 19               |                  |
| Середньомісячна швидкість вітру, м/с          | 1.46             | 2.07             | 2.46             | 2.39             | 2.09             | 2.05             | 1.72             | 1.56             | 1.62             | 1.58             | 1.55             | 1.38             |                  |
| Середньомісячна сонячна радіація, кДж/м²·день | 9645             | 12653            | 15595            | 18892            | 22626            | 26605            | 25969            | 24557            | 21627            | 16297            | 11635            | 9412             |                  |
| --------------------------------------------- | ---------------- | ---------------- | ---------------- | ---------------- | ---------------- | ---------------- | ---------------- | ---------------- | ---------------- | ---------------- | ---------------- | ---------------- | ---------------- |
| Джерело:                                      |                  |                  |                  |                  |                  |                  |                  |                  |                  |                  |                  |                  |                  |